# Звезде Гранда (8. сезона)
Осма сезона Звезда Гранда одржана је током 2013. и 2014. године. После девет месеци такмичења одабрани су десет најбољих међу њима и победник Мирза Селимовић.

## Жири
Први пут је у емисији Звезде Гранда уведен стални жири.
Стручни жири су чинили:Шабан Шаулић, Драган Стојковић Босанац, Зорица Брунцлик, Снежана Ђуришић и Аца Лукас.

## Такмичари
Ове сезоне је у такмичењу било 500 кандидата из Србије и Босне и Херцеговине.

## Суперфинале
Суперфинале је било одржано 28. јуна 2014. године у студију на Кошутњаку.

### Топ 8
У суперфиналу је било осам кандидата.
После Топ 8 рунде најмање гласова су добили Бакир Турковић,Љубомир Перућица и Предраг Бошњак који су испали.

### Топ 5
У Топ 5 рунди имало је више гласача него у Топ 8 рунди.
После извођења песма по гласовима публике одлучено је да испадају Мустафа Омерика,Марко Гачић и Ајша Капетановић.

### Топ 2
У финалној борби остали су Мирза Селимовић и Милош Вујановић.
После извођења песама и журке ова два такмичара гласовима публике одлучено је да је победник Звезда Гранда за сезону 2013/2014 Мирза Селимовић.

### Тијана и Јасмин
Тијана Милентијевић и Јасмин Хасић испали су у емисији пред суперфинале међутим они су остали чланови Гранд продукције.
| Место | Кандидат            | Место рођења    |
| ----- | ------------------- | --------------- |
| 1.    | Мирза Селимовић     | Сребреник       |
| 2.    | Милош Вујановић     | Горњи Милановац |
| 3.    | Ајша Капетановић    | Сарајево        |
| 4.    | Марко Гачић         | Београд         |
| 5.    | Мустафа Омерика     | Мостар          |
| 6.    | Предраг Бошњак      | Суботица        |
| 7.    | Љубомир Перућица    | Пожаревац       |
| 8.    | Бакир Турковић      | Пријепоље       |
| 9.    | Тијана Милентијевић | Крагујевац      |
| 10.   | Јасмин Хасић        | Сребреник       |

## Нове песме
Већ после мање од месец дана свих 10 суперфиналиста су снимили своју песму а Мирза Селимовић као победник Звезде Гранда снимио је две песме.
- 1.Мирза Селимовић-Сто кафана
- 2.Мирза Селимовић-Нема срећног краја
- 3.Милош Вујановић-Апсолутна нула
- 4.Ајша Капетановић-Пусти ме
- 5.Мустафа Омерика-Имала си дијамант у рукама
- 6.Марко Гачић-Лудо срце
- 7.Љубомир Перућица-Лако ћу слагати тело
- 8.Тијана Милентијевић-Млада лепа паметна
- 9.Бакир Турковић-Запали се
- 10.Предраг Бошњак-Задржи ме да не паднем
- 11.Јасмин Хасић-Од љубави отет